# Mistrzostwa Europy w biegu 24-godzinnym 2015
20. Mistrzostwa Europy w biegu 24-godzinnym 2015 – zawody lekkoatletyczne, które odbyły się 11 i 12 kwietnia 2015 w Turynie.
Polska drużyna kobiet zdobyła srebrny medal, Patrycja Bereznowska srebrny medal indywidualnie, a w rywalizacji mężczyzn Paweł Szynal srebrny medal indywidualnie.

## Medaliści
|                         | 1. miejsce                                                            | Rezultat   | 2. miejsce                                                                   | Rezultat   | 3. miejsce                                                                 | Rezultat   |
| Mężczyźni indywidualnie | Florian Reus                                                          | 263,899 km | Paweł Szynal                                                                 | 261,181 km | Robbie Britton                                                             | 261,140 km |
| Mężczyźni drużynowo     | Wielka Brytania 1. Robbie Britton · 2. Pat Robbins · 3. Steve Holyoak | 770,777 km | Niemcy 1. Florian Reus · 2. Günter Marhold · 3. Stefan Stu Thoms             | 745,075 km | Francja 1. Stephane Ruel · 2. Ludovic Dilmi · 3. Alain David               | 736,237 km |
| Kobiety indywidualnie   | Maria Jansson                                                         | 238,964 km | Patrycja Bereznowska                                                         | 233,395 km | Annika Nilrud                                                              | 230,054 km |
| Kobiety drużynowo       | Szwecja 1. Maria Jansson · 2. Annika Nilrud · 3. Torill Fonn          | 684,981 km | Polska 1. Patrycja Bereznowska · 2. Aleksandra Niwińska · 3. Agata Matejczuk | 678,468 km | Wielka Brytania 1. Isobel Wykes · 2. Debbie Martin-Consani · 3. Sharon Law | 668,305 km |

## Reprezentacja Polski

### Mężczyźni
Drużyna mężczyzn zajęła 4. miejsce z wynikiem 727,221 km
| Miejsce | Zawodnik            | Klub               | Rezultat   |
| 2.      | Paweł Szynal        | LKS Olymp Błonie   | 261,181 km |
| 24.     | Ireneusz Czapiga    | TS AKS Chorzów     | 233,907 km |
| 28.     | Andrzej Radzikowski | LKS Olymp Błonie   | 232,133 km |
| 29.     | Tomasz Kuliński     | WKB Meta Lubliniec | 231,018 km |

### Kobiety
Drużyna kobiet zajęła 2. miejsce z wynikiem 678,468 km
| Miejsce | Zawodniczka          | Klub             | Rezultat   |
| 2.      | Patrycja Bereznowska | AZS AWF Katowice | 233,395 km |
| 6.      | Aleksandra Niwińska  | AZS AWF Katowice | 225,989 km |
| 10.     | Agata Matejczuk      | KS Alaska Łódź   | 219,084 km |
| 69.     | Dorota Szeszko       | AZS AWF Katowice | 142,133 km |